# ليجند تيم
ليجند تيم أو (تريس-بينزيل-ترايأزولايل-أمين) (TBTA) هو ليجند عندما يرتبط مع النحاس (I) يسمح بسير اتجاه التفاعل في إضافة هويزن 3,1-ثنائية القطبية الحلقية بين الألكاينات والأزيدات, في المحاليل المائية. وقد سمي بهذا الاسم -ليجند تيم- على شرف تيم تشان, الذي قام بتطوير هذا الجزيء لاستخدامه كوسيلة للمتابعة البيولوجية أثناء عمله مع كيه. لاري شاربليس.